# Верх-Тула
Верх-Тула́ — село в Новосибирском районе Новосибирской области, центр Верх-Тулинского сельсовета.

## География
Расположено на берегах реки Тула.

## Транспорт
Связано с Новосибирском регулярным автобусным сообщением. Через поселение проходит Ордынская автотрасса, с 2017 года ведётся строительство обхода посёлка, который планируется открыть в 2024 году.
С 2018 года введена в эксплуатацию дорога от Верх-Тулы до села Ленинское, с организацией регулярного движения автобуса маршрута, что существенно сократило время на дорогу для жителей Верх-Тулы при посещении ЦРБ в посёлке Краснообск.

## Население
| 1926 | 2002  | 2007  | 2010  | 2021  |
| ---- | ----- | ----- | ----- | ----- |
| 2143 | ↗5698 | ↗5730 | ↗6020 | ↗8324 |

## История
Основано в 1654 году. В 1816 году на подробной карте Колывано-Вознесенской горной округи присутствует деревня Верхотулинска.
В 1893 году в Верх-Туле насчитывалось 120 крестьянских дворов, проживали 287 мужчин и 296 женщин, имелось 1 питейное заведение.
В 1911 году в поселении было 279 дворов, жили 716 мужчин и 710 женщин, имелись приписная церковь и церковно-приходское училище, 6 торговых лавок, пивная и винная лавки, хлебозапасный магазин и маслодельный завод.

## Организации
- Верх-Тулинская врачебная амбулатория
- Верх-Тулинская школа №14
- Центр образования "Верх-Тулинский"
- Электронное средство массовой информации "Новости Верх-Тулы"

## Религиозные сооружения
- Храм во имя Святой Троицы

## Памятники
- Памятник воинам, погибшим в ВОВ 1941—1945 гг.
- Памятник И. В. Выставкину.
- Памятник К. Чупрову.

## Известные уроженцы
- Владимир Павлович Литвинский (род. 1936) — судья высшего квалификационного класса, председатель Новосибирского областного суда, заслуженный юрист Российской Федерации. Награждён медалью Анатолия Кони[14].